# Saison 1 de L'Agence tous risques
Chronologie
Saison 2
La saison 1 de la série télévisée L'Agence tous risques comporte quatorze épisodes diffusés de janvier 1983 à mai 1983.

## Épisodes 1 et 2:Rio Blanco
- États-Unis : NBC, 23 janvier 1983
- France : TF1, 1er juillet 1984

Rod Holcomb
- Durée :

Une journaliste, Amy Allen recherche l'agence tous risques - une ancienne unité de commando durant la guerre du Vietnam reconnue coupable d'un crime qu'elle n'a pas commis en 1972. Ses membres travaillent maintenant de l'autre côté de la loi en tant que mercenaires pour sauver l'un des collègues journalistes d'Amy qui a été enlevé par des hors-la-loi mexicains. L'agence, composée du colonel John « Hannibal » Smith, du lieutenant Templeton « Futé » Peck et du sergent Bosco « Barracuda » Baracus est poursuivie par le colonel Lynch, qui a suivi Amy alors qu'elle enrôlait l'équipe. Malgré l'ingérence de Lynch et plusieurs poursuites, Futé parvient à libérer le quatrième membre de l'agence, le capitaine H. M. « Looping » Murdock, de l'hôpital psychiatrique et emprunte un jet Gulfstream. Rendant Barracuda inconscient en raison de sa peur de voler, ils voyagent avec Amy au Mexique piloté l'intrépide mais cliniquement fou, Murdock.
Au Mexique, l'équipe découvre que l'ami journaliste d'Amy a été enlevé par un cultivateur de marijuana et chef de gang nommé Malavita Valdez. Futé et Murdock récupèrent un avion épandeur et de l'ammoniac, qu'ils utilisent pour pulvériser les champs de marijuana et détruire les cultures. Hannibal et Barracuda construisent un bus blindé pour chasser le gang hors du village. Tout en poursuivant le gang, ils sont pris en embuscade par des guérilleros mexicains qui sont amicaux envers le chef de gang.
Pour être diffusé à la télévision en syndication, le pilote devait être découpé en deux épisodes distincts d'environ 40 à 45 minutes. En tant que tels, ils sont appelés deux épisodes distincts, à savoir; « Rio Blanco : Partie 1 » et « Rio Blanco : Partie 2 ». Comme l'épisode pilote lui-même est la combinaison de ces deux parties et a été diffusé à l'origine, le pilote est conservé intact sur le coffret DVD de la saison 1.

## Épisode 3:Les enfants de Jamestown
- États-Unis : NBC, 30 janvier 1983

## Épisode 4:Les gladiateurs
- États-Unis : NBC, 8 février 1983

## Épisode 5:Une petite guerre privée
- États-Unis : NBC, 15 février 1983

## Épisode 6:Bagarre à Bad Rock
- États-Unis : NBC, 22 février 1983

## Épisode 7:Enlèvement à Las Vegas
- États-Unis : NBC, 1er mars 1983

## Épisode 8:Racket
- États-Unis : NBC, 15 mars 1983

- Yaphet Kotto apparaît dans cet épisode en tant que Charlie

## Épisode 9:Vacances dans les collines
- États-Unis : NBC, 22 mars 1983

## Épisode 10:Bataille rangée
- États-Unis : NBC, 5 avril 1983

## Épisode 11:Et c'est reparti
- États-Unis : NBC, 12 avril 1983

## Épisode 12:Pour le meilleur et pour le pire
- États-Unis : NBC, 19 avril 1983

## Épisode 13:Détournement
- États-Unis : NBC, 3 mai 1983

## Épisode 14:Une si jolie petite ville
- États-Unis : NBC, 10 mai 1983